# L'Artisan
L'Artisan est un opéra-comique en un acte de Jacques-Fromental Halévy, sur un livret en français de Jules-Henri Vernoy de Saint-Georges.
L'œuvre est le premier opéra d'Halévy à être mis en scène : elle est créée à l'Opéra-Comique (salle Feydeau), le 30 janvier 1827, avec "Madame Casimir" (soprano) et Louis-Augustin Lemonnier (ténor) dans les rôles principaux.
L'intrigue, banale, se situe dans un chantier naval d'Antibes.
L'opéra rencontre un succès très modeste et est retiré après quatorze représentations. Il n'a, a priori, jamais été rejoué depuis.

## Source
- (en) Cet article est partiellement ou en totalité issu de l’article de Wikipédia en anglais intitulé « L'artisan » (voir la liste des auteurs).